# Alavatta, Srinivaspur
Alavatta là một làng thuộc tehsil Srinivaspur, huyện Kolar, bang Karnataka, Ấn Độ.